# Actio rationibus distrahendis
Actio rationibus distrahendis – w prawie rzymskim powództwo o charakterze karnym przysługująca pupilowi (pupillus) przeciwko opiekunowi (tutor).

## Charakterystyka powództwa
Po zakończeniu opieki (tutela) osoba, która jej dotychczas podlegała, mogła wystąpić ze skargą actio rationibus distrahendis przeciwko tutorowi, w wypadku sprzeniewierzenia przez niego całości lub części majątku pupila. Przed zakończeniem opieki pupil, nie mając zdolności procesowej, nie mógł z niej korzystać. Ochronie jego interesów służyła jednak skarga obywatelska (actio popularis) – accusatio suspecti tutoris.